# Коморники (гміна Клещево)
Коморники (пол. Komorniki) — село в Польщі, у гміні Клещево Познанського повіту Великопольського воєводства.
Населення — 349 осіб (2011).
У 1975-1998 роках село належало до Познанського воєводства.

## Демографія
Демографічна структура станом на 31 березня 2011 року:
|          | Загалом | Допрацездатний вік | Працездатний вік | Постпрацездатний вік |
| -------- | ------- | ------------------ | ---------------- | -------------------- |
| Чоловіки | 167     | 40                 | 117              | 10                   |
| Жінки    | 182     | 39                 | 111              | 32                   |
| Разом    | 349     | 79                 | 228              | 42                   |